# 🇵🇫
🇵🇫 is een Unicode vlagsequentie emoji die gebruikt wordt als regionale indicator voor Frans-Polynesië. De meest gebruikelijke weergave is die van de vlag van Frans-Polynesië, maar op sommige platforms (waaronder Microsoft Windows) ziet men de letters PF.
De vlagsequentie is opgebouwd uit de combinatie van de Regional Indicator Symbols 🇵 (U+1F1F5) en 🇫 (U+1F1EB), tezamen de ISO 3166-1 alpha-2 code PF voor Frans-Polynesië vormend.
Deze emoji is in 2010 geïntroduceerd met de Unicode 6.0-standaard.

## Gebruik

De landsvlag van Frans-Polynesië

Deze emoji wordt gebruikt als regionale aanduiding van Frans-Polynesië.

## Codering

De Emoji One-implementatie

### Unicode
In Unicode vindt men de 🇵🇫 met de codesequentie U+1F1F5 U+1F1EB (hex).

### Shortcode
Er zijn shortcodes  voor 🇵🇫; in Github kan deze opgeroepen worden met :french polynesia:,  in Slack kan het karakter worden opgeroepen met de code :flag-pf:.